# Limnonectes acanthi
Limnonectes acanthi é uma espécie de anfíbio da família Ranidae.
É endémica das Filipinas.
Os seus habitats naturais são: florestas secas tropicais ou subtropicais, florestas subtropicais ou tropicais húmidas de baixa altitude, regiões subtropicais ou tropicais húmidas de alta altitude, rios, rios intermitentes, marismas de água doce, marismas intermitentes de água doce, terras irrigadas e áreas agrícolas temporariamente alagadas.
Está ameaçada por perda de habitat.